# Amicus Plato, sed magis amica veritas

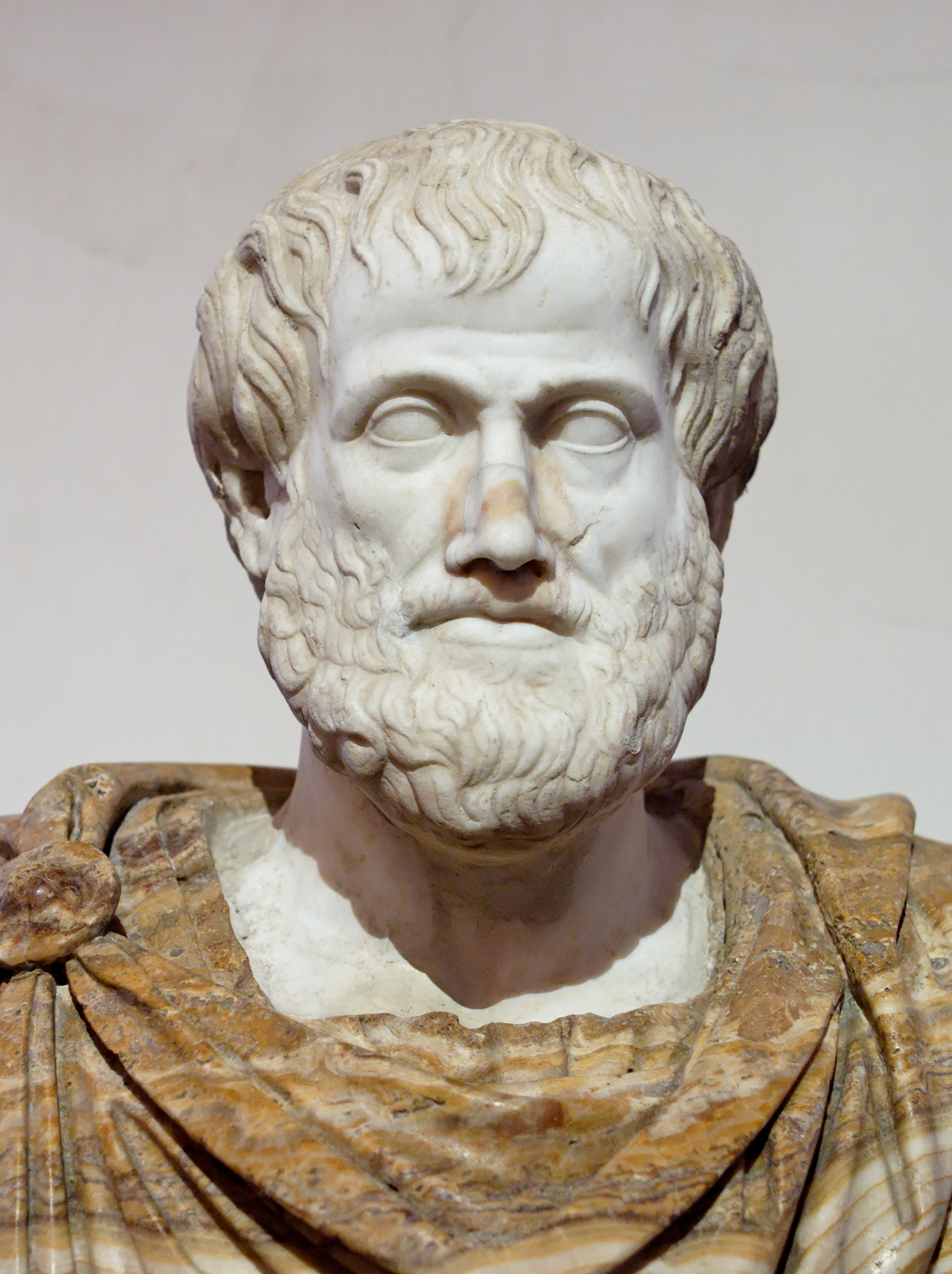
Busto de Aristóteles. Palacio Altemps, Roma.

Amicus Plato, sed magis amica veritas es una locución latina atribuida a Aristóteles y citada por Amonio de Hermia en su obra La vida de Aristóteles. Su traducción es: «Platón es mi amigo, pero más amiga es la verdad», aunque puede presentar variantes como «Platón es mi amigo, pero la verdad me es más querida».
Aristóteles, que era discípulo de Platón, admiraba a su maestro, la profundidad de sus pensamientos y de sus razonamientos filosóficos, la corrección moral de su vida y de sus sentimientos, pero juzgaba más importante la verdad que la fidelidad a una persona, por relevante que esta fuese.
Podemos encontrar un texto similar en la Ética a Nicómaco:

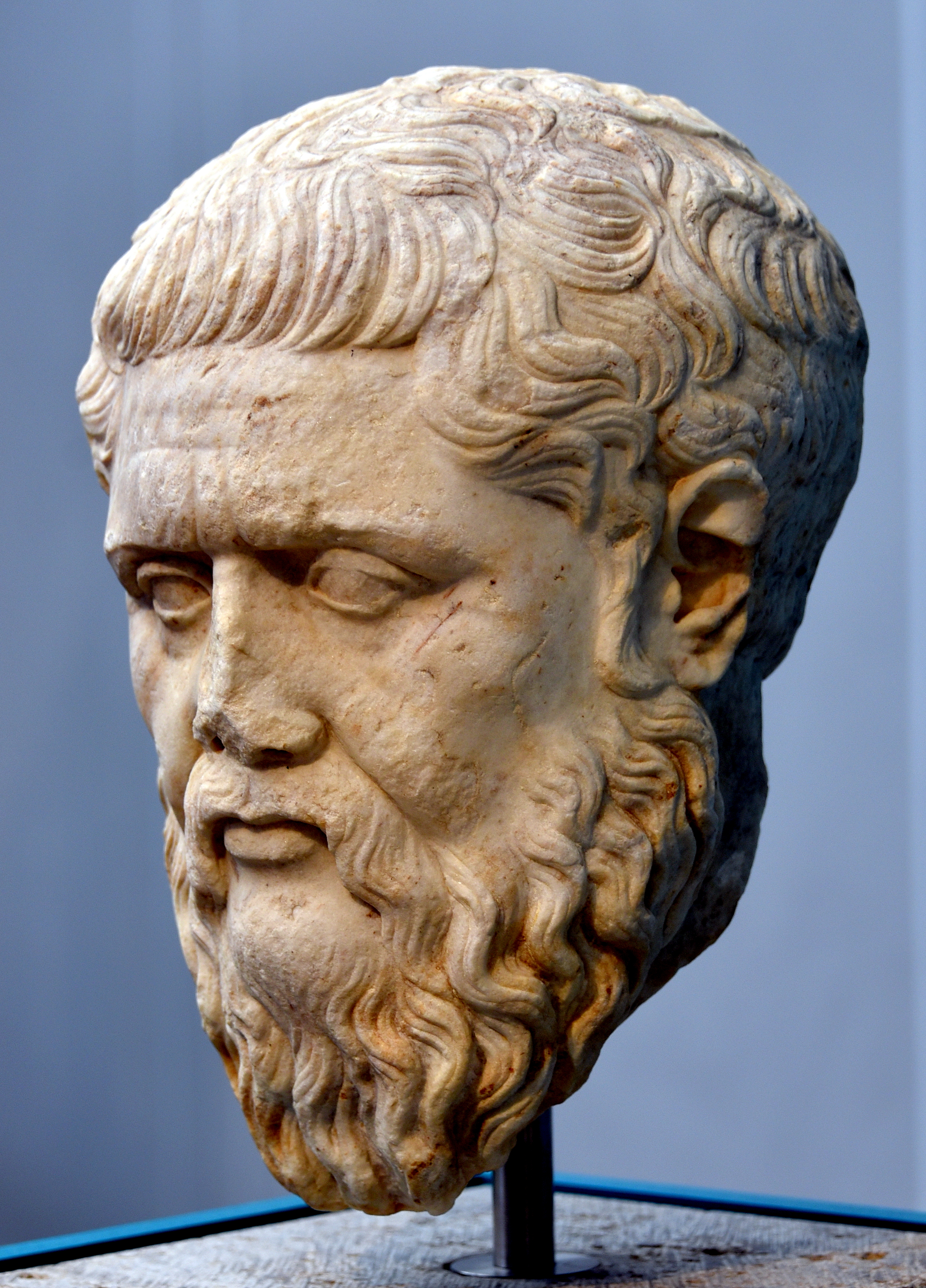
Busto de Platón. Museo de Altes, Berlín.

Con que quizá sea mejor examinar, y plantearse como problema, en qué sentidos se dice el bien en general, pese a que una indagación de esta índole resulta ardua por el hecho de que nuestros amigos han introducido las Formas. Aunque quizá parecería mejor, e incluso necesario para salvaguardar la verdad, dejar de lado los asuntos familiares sobre todo porque somos filósofos. Pues, siendo amigos ambos, es más honrado poner la verdad por delante.
Aristóteles, Ética a Nicómaco 1.6